# Chrysis nitidula
Espèce
Chrysis nitidula est une espèce d'hyménoptères de la famille des chrysididés.